# Гаревая (приток Камы)
Гаревая — река в России, протекает в Ильинском районе Пермского края. Река впадает в Камское водохранилище, устье реки находится в 776 км по правому берегу Камы. Длина реки составляет 29 км.
Исток реки на Верхнекамской возвышенности в 23 км к югу от посёлка Ильинский. Исток лежит на водоразделе с бассейном Ласьвы. От истока течёт на север, затем поворачивает на северо-восток. Протекает село Васильевское и несколько мелких деревень. Притоки — Майка-Шор, Михалиха, Долгая (левые); Чикман (правый). Впадает в вытянутый залив Камского водохранилища у села Филатово. В месте выхода залива в основную часть водохранилища стоит село Усть-Гаревая.

## Данные водного реестра
По данным государственного водного реестра России относится к Камскому бассейновому округу, водохозяйственный участок реки — Кама от города Березники до Камского гидроузла, без реки Косьва (от истока до Широковского гидроузла), Чусовая и Сылва, речной подбассейн реки — бассейны притоков Камы до впадения Белой. Речной бассейн реки — Кама.
Код объекта в государственном водном реестре — 10010100912111100009882.